# Er domPasquale
«Pare che fosse un carattere chiuso e melanconico, ma era buono come pochi a far sorridere, quel noto compositore bergamasco, ex-violinista. Oggi si dice tanto che fosse un genio. Bè, lo era. E a noi romani “intenerisce er core” sapere che capitava spesso a Roma, dalle parti de Tordinona, a fasse un bicchio all'ostaria cor sor G.G.Belli. Lo sapevate che a Carnevale Gaetano e Gioacchino se ne andavano assieme mascherati a far danno per le strade di Roma? Dovevano essere amici per la pelle se quel poeta “pop”, nella sua lingua fuorilegge, chiamava scherzosamente il musicista Maestro Dozzinetti.»
(Dalla prefazione contenuta nel libretto accluso al cofanetto).

## Il disco
Er domPasquale - Pop corn opera è un album prodotto dalla RCA Italiana nel 1980, il primo triplo album originale del pop italiano, scritto ed interpretato da Tito Schipa Jr.. È tratto dall'omonima opera pop, rivisitazione con testi in dialetto dell'opera lirica Don Pasquale di Gaetano Donizetti.
Nel 1980, stesso anno della pubblicazione su disco, è stata effettuata una registrazione video dello spettacolo da parte della Rai con il cast del disco eccetto Lucio Dalla sostituito nel ruolo del Notaio da Ignazio Marcozzi. Le riprese - fatte al Piper Club - sono state registrate sia in playback che dal vivo a seconda delle esigenze di scena e trasmesse più volte negli anni dalla Rai.
Er domPasquale è stato adattato anche per il teatro e vede la partecipazione dello stesso identico cast del disco eccetto Lucio Dalla. Lo spettacolo è stato riproposto dal vivo per quasi tutto il decennio degli anni 80 con alcuni cambi nei componenti del cast.
Lo stesso musical - re-intitolato Non Pasquale - è stato portato in scena al "New York Shakespeare Festival" nel 1983, tradotto in inglese, con l'aggiunta di nuovi personaggi e la produzione di Joseph Papp.

## Gli interpreti
- Anna Arazzini: nella parte di Norina
- Roberto Bonanni: nella parte di Malatesta
- Yo Yokaris (nome d'arte di Edoardo Nevola): nella parte di Ernesto
- Tito Schipa Jr.: nella parte di Pasquale
- Lucio Dalla: partecipazione speciale nella parte del Notaio

## Tracce[2]

### Disco 1

#### Lato A
- Scena I (Parte prima)

#### Lato B
- Scena I (Conclusione)
- Scena II

### Disco 2

#### Lato C
- Scena III (Parte prima)

#### Lato D
- Scena III (Conclusione)
- Scena IV (Parte prima)

### Disco 3

#### Lato E
- Scena IV (Conclusione)

#### Lato F
- Scena V

## Formazione
- Tito Schipa Jr. – voce, tastiera, sintetizzatore, Fender Rhodes
- Luciano Ciccaglioni – chitarra acustica
- Antonio Ferrelli – basso
- Mike Fraser – pianoforte
- Gianni Marchetti – pianoforte, sintetizzatore, Fender Rhodes
- Douglas Meakin – chitarra acustica, cori
- Yo Yokaris – chitarra acustica, cori
- Vincenzo Restuccia – batteria
- Alex Serra – percussioni
- Dave Sumner – chitarra elettrica
- Aldo Tamborrelli – chitarra acustica
- Piero Montanari – basso
- Derek Wilson – batteria
- Roberto Bonanni – percussioni, cori
- Paolo Mezzaroma – violino
- Franco Di Lelio – armonica
- Anna Arazzini – cori